# His Brother's Wife (film 1915)
His Brother's Wife è un cortometraggio muto del 1915 diretto da Warwick Buckland. Il nome del regista appare anche tra quello degli altri interpreti del film.

## Trama
Il cognato di una donna che deve onorare un debito di gioco, prende su di sé, al posto suo, la colpa di aver falsificato un assegno con la firma del fratello.

## Produzione
Il film fu prodotto dalla Venus Films Productions.

## Distribuzione
Distribuito dalla Davison Film Sales Agency (DFSA), il film - un cortometraggio in due bobine - uscì nelle sale cinematografiche britanniche nel maggio 1915.